# Joannes Boldoot

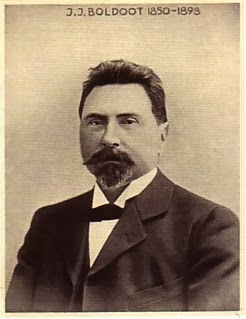
Joannes Boldoot (1850-1898)

Joannes Jacobus Boldoot (Soest, 25 juli 1850 - Baarn, 28 juni 1898) was een fabrikant van eau de cologne.
Joannes Jacobus was enig kind van Jacobus Cornelis Boldoot en Helena Maria Thijssens. Hij trouwde in 1873 met Maria Regina Desmons (±1849 - 1918). Zij was een dochter van Wilhelmus Martinus Josephus Desmons en Hendrica Judica Haanebrink.

## Familiebedrijf Boldoot
In 1789 was Jacobus Cornelis Boldoot (Amsterdam, 1766 - Driebergen, 1838) een apotheek begonnen in een pand aan Nieuwezijds Voorburgwal 46 in Amsterdam. Deze oud-katholieke apotheker en chemicus maakte onder eigen naam een op alcohol gebaseerd geneesmiddel en noemde dit Keuls water. Het middel zou goed te zijn tegen migraine en andere kwaaltjes. Later werd het middel in de vorm van toiletartikel en zeep verkocht.
In 1823 komt de neef, naamgenoot en petekind Jacobus Cornelis Boldoot jr. (1809-1876) in de leer. Hij is de zoon van Johannes Ambrosius Boldoot (1770-1845) en Elisabeth Anna van Vlijmen. Na de dood van Jacobus sr. verhuisde het bedrijf in 1865 naar Singel 92. In 1881 werd Boldoot hofleverancier. Een internationale tentoonstelling in Parijs leverde een gouden medaille op.

## Eau de cologne
Zoon Joannes doet zijn opleiding in het buitenland. In 1871 trad hij toe tot de firma, nadat hij op 21-jarige leeftijd bij Koninklijk Besluit meerderjarig is verklaard. Hij verwierf op 16 december 1875 in een onderhandse overeenkomst een 'onbeduidende' Keulse reukwaterfirma aan de Sternengasse. Behalve inzage in de receptuur mocht hij voortaan zijn producten verkopen onder de naam eau de cologne.
De firma floreerde en bestond in 1900 uit zestien panden in de Amsterdamse binnenstad. In 1902 kwam er een eigen zeepfabriek aan de Haarlemmerweg.  
In de zomermaanden bewoonden Joannes en Maria Boldoot villa Courbe Voie in Baarn. Zij hadden de villa daar laten bouwen in een bocht van de Eemnesserweg. Op 28 juni 1898 overleed Boldoot op 47-jarige leeftijd bij het paardrijden in de omgeving van de Spoorbrug in Baarn. Hij werd begraven op het rooms-katholieke kerkhof Sint Barbara in Amsterdam. Bij testament bepaalde hij dat f 1000,- aan de armen diende te worden vermaakt. Al zijn medewerkers kregen een extra weekloon uitgekeerd.
Na het overlijden van J.J. Boldoot werd de firma vanwege het gebrek aan een opvolger in een naamloze vennootschap omgezet.